# بوب جيلارد
بوب جيلارد (بالإنجليزية: Bob Gaillard)‏ هو مدرب كرة سلة أمريكي، ولد في 23 أكتوبر 1940.